# 貝沃巴赫河 (施泰沃河支流)
51°45′6.57″N 7°27′30.88″E / 51.7518250°N 7.4585778°E
貝沃巴赫河（德語：Beverbach），是德國的河流，位於該國西部，處於北萊茵-威斯特法倫州，屬於施泰沃河的左支流，河道全長11.6公里，流域面積25.9平方公里。